# Maria Pypelinckx

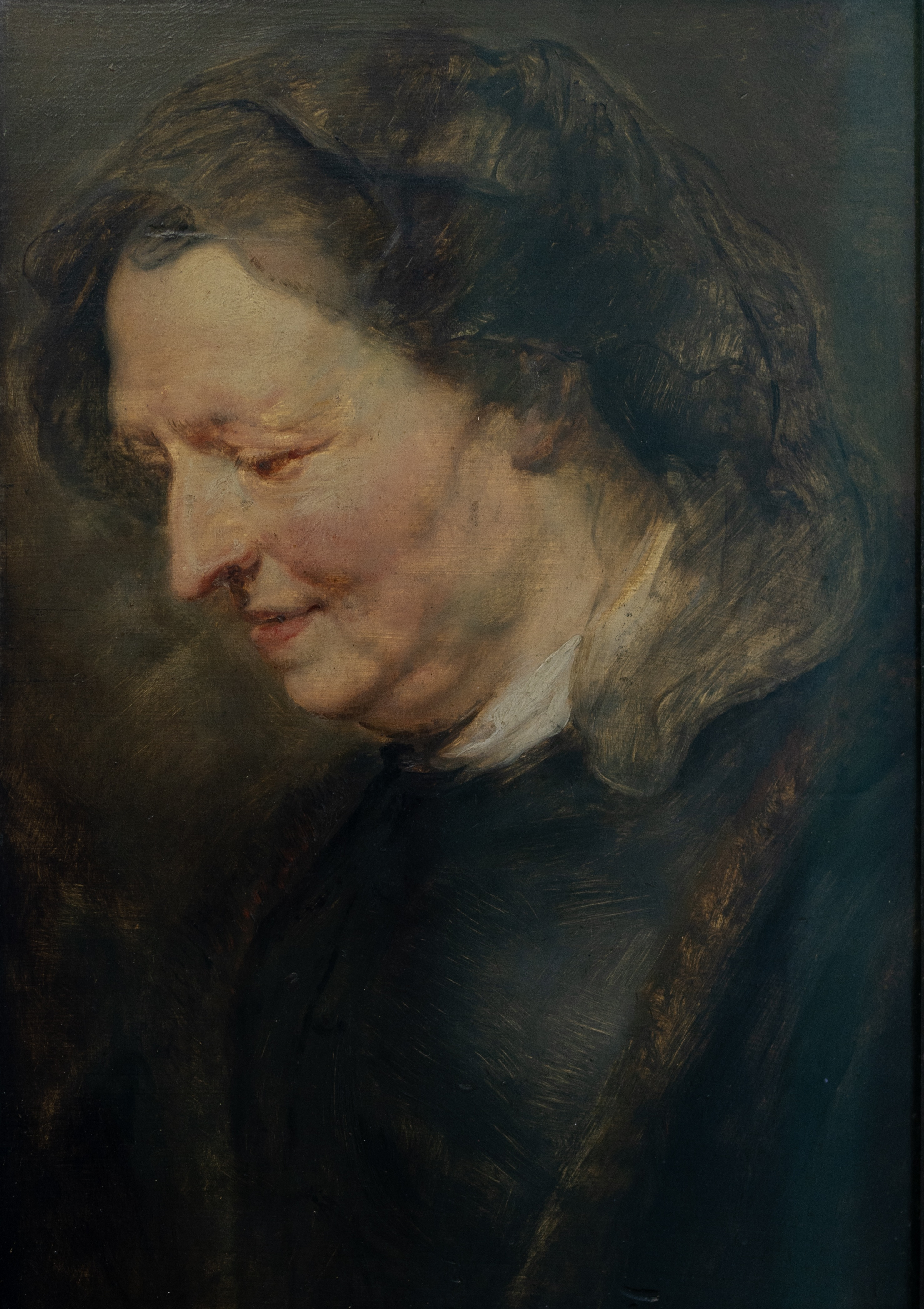
Porträt durch Peter Paul Rubens

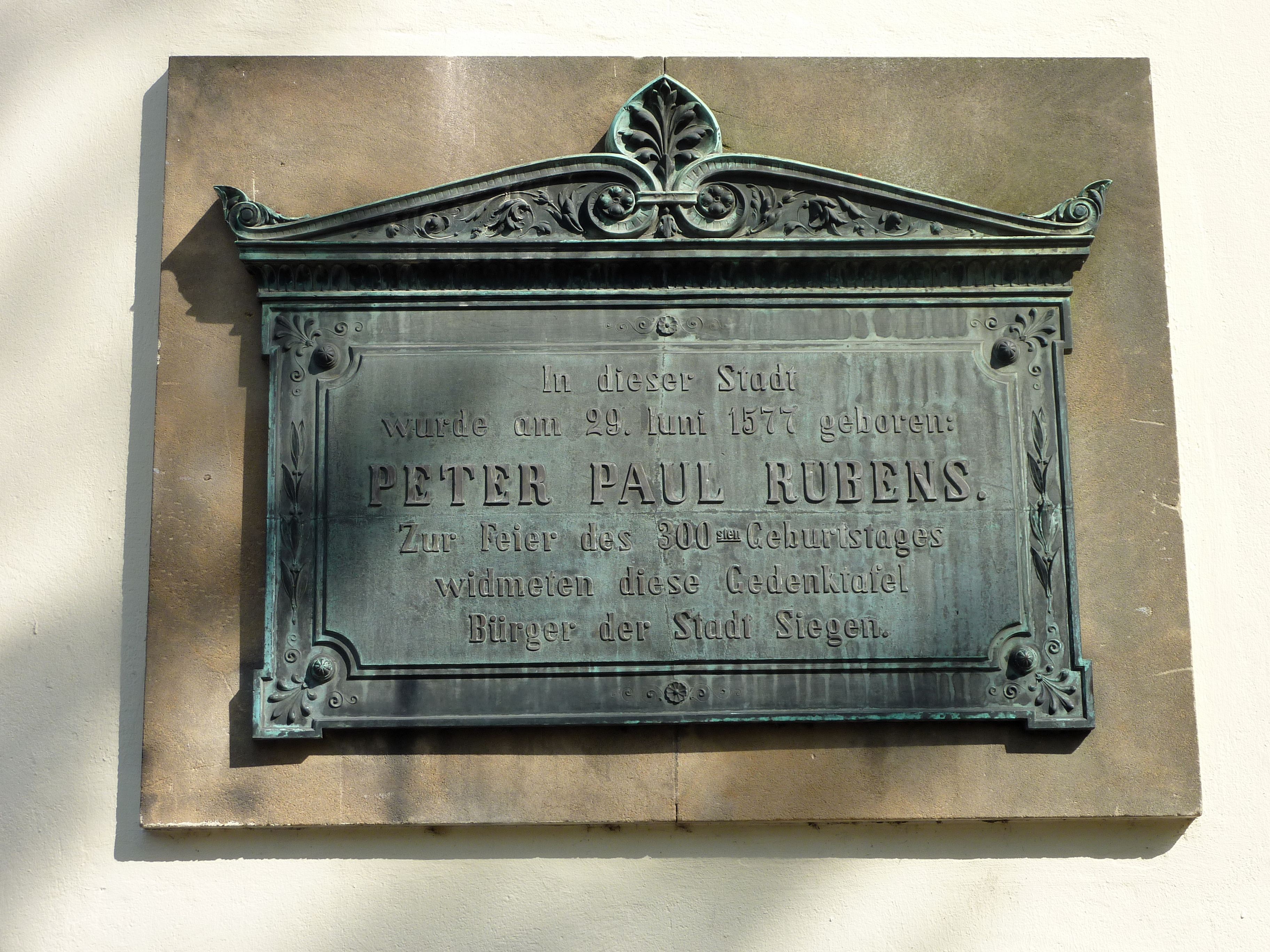
Gedenktafel von 1877 in Siegen am Geburtsort Rubens

Maria Pypelinckx (geboren am 20. März 1538 in Kuringen bei Hasselt; gestorben am 19. Oktober 1608 in Antwerpen) war eine Frau aus den Spanischen Niederlanden, heute bekannt als Mutter des Malers Peter Paul Rubens. Ihr Name wird je nach Schreibgewohnheit in sehr unterschiedlichen Variationen von P[y/ij/i/e]pelin[ck/k/c][s/x] geschrieben, so sind auch Pijpelincx oder Pepelin üblich.

## Leben
Sie war die Tochter des Hendrik Pypelinckx, eines Tapisseriewaren-Händler aus Hasselt, und der Clara Touion. Über ihre Kindheit ist wenig bekannt. Im Jahr 1561 heiratete sie den Rechtsanwalt Jan Rubens, der sich nach einer langen Italienreise wieder in Antwerpen niederließ. Die gemeinsame Wohnung befand sich auf dem Meir. Rubens wurde Magistrat und erlebte den Beeldenstorm von 1566 mit. 1568 musste er schließlich aufgrund seiner calvinistischen Sympathien fliehen, um dem Blutrat zu entgehen. Welche der vier Kinder das Ehepaar bei seiner Flucht mitnahm und welche es in Obhut anderer zurückließ, ist heute unbekannt. Sie ließen sich vermeintlich vorübergehend in Köln nieder. Rubens arbeitete nun für Anna von Sachsen, die ihren Mann Wilhelm von Oranien auf Herausgabe des Wittums verklagte. Wilhelm nahm die überraschende Schwangerschaft seiner Frau zum Anlass einer juristischen Gegenoffensive: Rubens gestand 1571 unter Folter, Vater von Annas kürzlich geborener Tochter Christine von Diez zu sein. Wilhelm erreichte so die Scheidung von Anna.
Maria Pypelinckx setzte sich sehr für die Freilassung ihres untreuen Ehemanns ein, der seine Hinrichtung befürchten musste und ihr aus dem Gefängnis schrieb, er sei ihrer unwürdig. Sie schrieb Bittbriefe in seinem Namen und überbrachte schließlich eine Summe von 6000 Gulden als Kaution, um Rubens zu befreien. Er blieb aber noch bis zu Annas Tod im Dezember 1577 unter Hausarrest bei seiner Familie in Siegen. Dort wurden auch die Söhne Philip Rubens (1574) und Peter Paul Rubens (1577) geboren.
Nachdem die Familie im Jahr 1578 wieder nach Köln ziehen durfte, wurde sie 1583 erneut von Ausweisung bedroht, da sie der calvinistischen Konfession anhingen. Aufgrund von Pypelinckxs Bittbriefen und Rubens Konfessionswechsel erhielten sie die Genehmigung, zu bleiben. Nach Rubens Tod 1587 ehrte ihn Maria durch eine Inschrift, in denen sie seine Fähigkeiten als Ehemann und Gelehrten würdigte.
Im selben Jahr kehrte sie nach Antwerpen zurück und kümmerte sich auch um Peter Paul Rubens Ausbildung. Nach Abschluss der Lateinschule brachte sie ihn als Pagen am Hofe von Marguerite de Ligne unter. Sie unterstützte ihn auch bei seinem Wunsch, Maler zu werden und empfahl ihn an den entfernten Verwandten Tobias Verhaecht. Als Peter Paul zur Studienreise nach Italien aufbrach, zog sein Bruder Philip zur Mutter.
Die Nachricht von ihrer lebensbedrohlichen Krankheit drang zu spät nach Italien; Maria Pypelinckx starb im Oktober 1608. Peter Paul Rubens, der aufgrund der Neuigkeiten zurückkehrte, fand sie nicht mehr lebend vor.